# Serri (naturreservat)
Serri naturreservat (Sierre) är ett naturreservat i Jokkmokks kommun.
Serri naturreservat ligger mellan Lilla och Stora Luleälv, söder om Messaure och öster om Jokkmokk. Naturreservatet är omkring 37 kvadratkilometer stort och bildades 1970. Det är ocskå ett Natura 2000-område. Syftet med naturskyddet är att bevara ett lappländskt skogsområde med myrar, sjöar och bäckar, bestående av gammal granskog med lövinslag, samt av tallurskog. Inom reservate finns bland andra arter björn och kungsörn.